# 哈尔滨工业大学出版社
哈尔滨工业大学出版社是中华人民共和国的一家出版社，成立于1983年，社址位于黑龙江省哈尔滨市，由中华人民共和国工业和信息化部主管、哈尔滨工业大学主办。